# Can't Let Go
"Can't Let Go" é uma canção da artista musical estadunidense Mariah Carey, para seu segundo álbum de estúdio, Emotions (1991). Foi lançado como o segundo single do álbum nos Estados Unidos no quarto trimestre de 1991 e no primeiro trimestre de 1992 em outros lugares. A protagonista desta balada pesada de sintetizador lamenta por um ex-namorado que seguiu em frente e, embora tente, "não pode deixa-lo de ir".
Carey havia brigado com seu parceiro de composição Ben Margulies após uma disputa financeira, e sua gravadora sugeriu que ela trabalhasse com outros produtores de seu álbum de estréia, como Rhett Lawrence, Ric Wake e Narada Michael Walden. Ela escolheu Walter Afanasieff , que havia produzido seu segundo single "Love Takes Time" (1990), e "Can't Let Go" foi uma das músicas que eles criaram. Após o lançamento do single "Emotions", "Can't Let Go" que contou com Linda Hamilton como apresentadora. "Can't Let Go" foi incluído mais tarde no álbum de compilação de Carey, The Ballads (2008).

## Música e letra
"Can't Let Go" é escrito na chave de Fá maior (com pequenas interminglings), subindo para F♯ maior (com qualidades semelhantes) para fechar a música para fora - um efeito tonal comum pop. Os vocais de Mariah vão desde a nota baixa de F3 até a nota alta de B♭6, em um ritmo moderadamente lento de 81 batimentos por minuto, de acordo com o Musicnotes.com.

## A recepção crítica
A editora da Allmusic, Ashley S. Battel, escreveu que "o desejo de amor perdido em "Can't Let Go" serve para enviar ao ouvinte uma jornada musical através do tempo, repleta de emoções variadas. O editor do Los Angeles Times, Dennis Hunt, escreveu que nesta música, Mariah está interpretando uma namorada ferida. Rob Tannenbaum, da Rolling Stone, escreveu que a "grandeza melancólica" dessa música soará muito bem no rádio.

## Desempenho nas paradas
Os cinco primeiros singles americanos de Carey (mais recentemente "Emotions") alcançaram o número um na Billboard Hot 100. "Can't Let Go" terminou a série quando alcançou o número dois (mantido no primeiro lugar por "All 4 Love" de Color Me Badd), e passou 17 semanas entre os 40 melhores. A gravadora tirou o single de vendas antes de chegar ao número 1, na tentativa de aumentar as vendas de Emotions. A música liderou o Hot Adult Contemporary Tracks, onde se tornou o quarto número um de Carey; o próximo single "Make It Happen" quebraria essa série. "Can't Let Go" ficou em 23º lugar no ranking dos 100 melhores do ano de 1992.
"Can't Let Go" alcançou o top 20 do Reino Unido e o top 10 do Canadá. Tornou-se o seu single mais baixo da época em todos os principais mercados de singles anglófonos (com exceção do Reino Unido) e não conseguiu chegar ao top 50 da Austrália.

## Videoclipe e versões de músicas
O vídeo do single, dirigido por Jim Sonzero , mostra Carey vestindo um vestido de noite e o cabelo em um coque. Filmado em preto e branco, o vídeo começa e fecha com fotos de uma rosa aberta e fechada, respectivamente.
Uma edição de rádio da música foi promovida para rádio e usada no vídeo em vez da música original, e a edição elimina a pré-introdução seráfica e remove todas as notas altas de Carey no início e no final da música. A edição de rádio é a faixa de abertura de todos os lançamentos da música. Como os singles anteriores de Carey nos EUA, "Can't Let Go" ganhou um BMI Pop Award em 1993.

## Problemas de direitos autorais
Em 1992, os escritores Sharon Taber e Ron Gonzalez entraram com uma ação por violação de direitos autorais contra Carey e Afanasieff, citando que "Can't Let Go" foi retirado de sua música desconhecida, "Right Before My Eyes". Os demandantes exigiram obter cópias das fitas de gravação do estúdio para ver se a conversa entre Carey e Afanasieff os provaria culpados. No entanto, depois de ser revisado, o único medo aparente de culpa aparente foi Mariah Carey, citando que "Can't Let Go" parecia "muito parecido com a nossa outra música". O processo foi posteriormente retirado ou resolvido fora do tribunal.

## Faixas e formatos
| CD e cassette single mundialmente 1. "Can't Let Go" (edit) 2. "To Be Around You" CD maxi-single 1 europeu 1. "Can't Let Go" (edit) 2. "To Be Around You" 3. "The Wind" | CD maxi-single 2 europeu 1. "Can't Let Go" (edit) 2. "I Don't Wanna Cry" 3. "All in Your Mind" |

## Créditos e equipe
Equipe
- Letra – Mariah Carey
- Música – Mariah Carey, Walter Afanasieff
- Produção – Mariah Carey, Walter Afanasieff
- Teclados, sintetizadores, baixo sintetizador, guitarra acústica Synclavier, bateria e arranjo e programação de percussão – Walter Afanasieff
- Guitarras – Michael Landau
- Programação Synclavier/Akai – Ren Klyce
- Programação Synclavier/Macintosh – Gary Cirmelli
- Arranjo – Mariah Carey, Walter Afanasieff
- Engenheiro – Dana Jon Chapelle
- Engenheiros assistentes – Craig Silvey, Bruce Calder
- Mixagem – Dana Jon Chapelle
- Arranjo vocal – Mariah Carey, Walter Afanasieff
- Vocais de fundo – Mariah Carey

Créditos adaptados das notas principais de Emotions.

## Desempenho nas tabelas musicais
| Tabela musical (1991–1992)                    | Melhor posição |
| --------------------------------------------- | -------------- |
| Austrália (ARIA)                              | 63             |
| Canadá (RPM)                                  | 3              |
| Canadá (RPM Adult Contemporary)               | 1              |
| Canadá (The Record)                           | 7              |
| Estados Unidos (Billboard Hot 100)            | 2              |
| Estados Unidos (Billboard Adult Contemporary) | 1              |
| Estados Unidos (Billboard R&B/Hip-Hop Songs)  | 2              |
| Europa (European Hot 100 Singles)             | 69             |
| Nova Zelândia (Recorded Music NZ)             | 21             |
| Países Baixos (Single Top 100)                | 77             |
| Reino Unido (UK Singles Chart)                | 20             |

| Tabela musical (1992)                            | Melhor posição |
| ------------------------------------------------ | -------------- |
| Canadá (RPM)                                     | 47             |
| Canadá (RPM Adult Contemporary)                  | 11             |
| Estados Unidos (Billboard Hot 100)               | 23             |
| Estados Unidos (Billboard Adult Contemporary)    | 11             |
| Estados Unidos (Billboard Hot R&B/Hip-Hop Songs) | 24             |